# Brandenburgische Motorenwerke
La Brandenburgische Motorenwerke GmbH, meglio nota come Bramo, fu un'azienda tedesca attiva, tra il 1936 ed il 1939, nello sviluppo e nella produzione di motori aeronautici con sede a Berlin-Spandau, un quartiere di Berlino, e filiale a Basdorf, frazione di Wandlitz, nel Brandeburgo, dove realizzò un quartiere residenziale per i suoi dipendenti.

## Storia
L'azienda si sviluppò gradualmente dalla Siemens & Halske, che durante la prima guerra mondiale era incaricata della produzione nel Blockwerk I. Dal 1926 cominciò a separarsi nella società indipendente Siemens-Flugmotorenwerk, Berlin-Spandau che, dal 1933, venne acquisita della Siemens Apparate und Maschinen GmbH (SAM). Dal 1936 si separò dalla SAM operando nella produzione di motori come Brandenburgische Motorenwerke GmbH diventando azienda statale controllata dalla Germania nazista, la quale aveva in precedenza richiesto la disponibilità per un'intensiva produzione ma che Carl Friedrich von Siemens aveva negato.
Nel villaggio di Basdorf bei Berlin venne aperta una sua filiale, incaricata di produrre alcune parti meccaniche che sarebbero poi state assemblate nei motori, e per ospitare i suoi dipendenti fu edificato un quartiere di case a schiera.
Nella metà degli anni trenta il Reichsluftfahrtministerium, il Ministero dell'Aria del Reich (RLM), razionalizzò la classificazione dei motori assegnando ad ogni produttore una determinata serie numerica. Alla Bramo venne assegnato il blocco dei numeri 300.
Nel 1939, nell'ambito di un programma di riorganizzazione delle produzioni aziendali a scopo bellico, la Brandenburgische Motorenwerke GmbH venne venduta alla Bayerischen Motorenwerke, assumendo nello stabilimento di Berlino la nuova ragione sociale BMW-Flugmotorenwerke Brandenburg GmbH (BMW-Bramo). In questa posizione è oggi presente la BMW Motorrad, divisione motociclistica della casa di Monaco di Baviera.